# Miguel Colom (músico)
Miguel Colom (nacido en Madrid 1988) es un violinista español.

## Carrera
Inició sus estudios musicales de violín junto a Sergio Castro y Anna Baget y continuó su formación en instituciones españolas y alemanas como la Escuela Superior de Música Reina Sofía de Madrid, bajo la tutela de Rainer Schmidt, la Hochschule für Musik “Hanns-Eisler” Berlín con Antje Weithaaas y en la Universidad de las Artes de Berlín (UDK) junto a Nora Chastain. Ha estudiado asimismo con músicos como Sergey Fatkulin, Ana Chumachenco, Claudio Martínez Mehner o Mauricio Fuks.
Como intérprete solista ha tocado con la Orquesta Sinfónica de RTVE, The World Orchestra, Orquesta Sinfónica Freixenet, Orquesta Sinfónica del Vallés, Orquesta de Cámara Andrés Segovia, Joven Orquesta de Menorca o la Humboldt Universität Orchestra, entre otras, en salas como la Filarmónica de Berlín, el Auditorio Nacional de Música de Madrid, Auditorio de Barcelona, el Palacio de la Música Catalana de Barcelona, el Palacio de las Artes Reina Sofía de Valencia, el Teatro Monumental de Madrid, el Auditorio de Galicia en Santiago de Compostela o la Fundación Juan March.
En paralelo a su carrera como solista desarrolla una continuada actividad como músico de cámara, para la que ha recibido formación, entre otros, de Eberhard Feltz, el Cuarteto Quiroga, Ferenc Rados, Walter Levin y Rainer Schmidt.
Ha grabado para TVE, Radio Nacional de España y Radio Catalunya, además de un CD que recoge obras de los diversos conciertos que ofreció como artista residente en el Auditorio l´Ateneu de Bañolas.
Miguel Colom toca un violín S.P.Greiner, de 2012.

### Premios
- Premio Conservatorio Statale de Fermo en el Concurso Internacional Andrea Postacchini (Italia) (2015)[3]
- Primer Premio en el Ibolyka-Gyarfas Violin Competition de Berlín (2014)[4]
- Primer Premio en el Concurso Permanente de Juventudes Musicales de España (2010)[5]
- Primer Premio, Premio Especial y Premio al mejor intérprete de música española en el VI Concurso Internacional de Violín “Villa de Llanes” (2004)[6]